# Cartello di Juárez
Il cartello di Juárez è un cartello di narcotrafficanti messicani guidato, fino al luglio del 1997, da Amado Carrillo Fuentes, anno in cui morì misteriosamente.
Per anni il cartello di Juárez ha trasportato droghe, principalmente cocaina, negli Stati Uniti per conto dei cartelli colombiani, anche attraverso l'uso di aeromobili. Nel 1989, alcuni corrieri del Cartello vennero arrestati dalla DEA che, in quella circostanza, sequestrò a Sylmar (California) 21 tonnellate di cocaina per un valore di circa 7 miliardi di dollari.

## Storia
Il cartello fu fondato intorno agli anni '70. Nell'aprile del 1987, Pablo Acosta Villarreal, il capo del cartello, fu fatto fuori dagli elicotteri della polizia federale messicana durante un'incursione di confine nel villaggio di Rio Grande di Santa Elena, nella regione del Chihuahua. Rafael Aguilar Guajardo lo sostituì come capo del cartello.
Nel 1993, Aguilar Guajardo venne ucciso da Amado Carrillo Fuentes che prese il comando del cartello  sotto la guida dello zio Ernesto Fonseca Carrillo. Amado pensò bene di portare nel giro degli affari prima i suoi fratelli, e poi suo figlio Vicente Carrillo Leyva. Amado morì però quattro anni dopo la sua ascesa al comando del cartello nel 1997, a causa di una serie di complicazioni a seguito di una chirurgia plastica, e ne seguì una breve lotta per il controllo del cartello; Vicente Carrillo Fuentes, fratello di Amando, ne emerse vittorioso e divenne capocartello dopo aver sconfitto i fratelli Muñoz Talavera.
Fino al 2008, il cartello di Juarez è stata l'organizzazione criminale egemone nello stato messicano di Chihuahua, fino a quando il Cartello di Sinaloa, sino a quel momento suo alleato, interruppe bruscamente la collaborazione dando inizio ad una escalation di violenza che in 4 anni ha reso la città di Juárez tra le più pericolose al mondo.
Un duro colpo al cartello di Juarez fu assestato dalla polizia messicana con l'arresto di José Antonio Acosta Hernández, alias "El Diego". Considerato il capo sanguinario del cartello, è mandante di ben 1.500 esecuzioni, tra cui 16 giovani durante una festa di compleanno e 3 dipendenti del consolato americano.
Ad oggi, ci sono 950 pandillas (ovvero gang) che operano a Juarez tra cui la più importante è costituita dai "Los Aztecas", da cui provengono i sicari del braccio armato del Cartello di Juarez chiamato "la linea".

## Affiliati arrestati
- Vicente Carrillo Fuentes, o "El Viceroy", o "El General"[3][4] - Arrestato il 9 ottobre 2014[3]
- Vicente Carrillo Leyva, o "El Ingeniero"[5] - Arrestato il 3 aprile 2009[6]

## Curiosità
Il Cartello di Juarez compare anche nelle celeberrime serie televisive Breaking Bad e Better Call Saul, dove la sua organizzazione é trasposta fedelmente e la sua presenza ricopre un ruolo fondamentale nello sviluppo della trama.